# Guitar Slim
Pour les articles homonymes, voir Jones et Eddie Jones.
Eddie « Guitar Slim » Jones (10 décembre 1926 - 7 février 1959) était un guitariste de blues de La Nouvelle-Orléans dans les années 1950.

## Biographie
Né à Greenwood dans le Mississippi, de son vrai nom Eddie Jones, Guitar Slim devint une des attractions les plus populaires du Dewdrop Inn, club de La Nouvelle-Orléans. Il entrait en scène porté sur les épaules de son valet, habillé d’un costume et de chaussures bleues. Il jouait de sa guitare Fender Stratocaster, baptisée The Devil, derrière sa tête et dans la foule, voire en dehors du club grâce à un câble de plus de 50 mètres.
Il eut un succès en 1954 avec The Things That I Used to Do dont le son distordu inspira de nombreux musiciens de Buddy Guy à Ray Charles.
Incapable de renouveler ce succès, il sombra dans l’alcoolisme et enchaîna des tournées épuisantes à répétition. Il mourut de pneumonie à New York à l'âge de 32 ans.

## Discographie
- Sufferin' Mind,
- Gumbo Stew, volumes 1,2 et 3